# Bobigny
Bobigny je severovzhodno predmestje Pariza in občina v osrednji francoski regiji Île-de-France, prefektura departmaja Seine-Saint-Denis. Leta 2009 je imelo naselje 48.503 prebivalce.
Bobigny zavzema po površini šele štirinajsto mesto, po številu prebivalstva pa dvanajsto mesto v departmaju.

## Geografija
Naselje leži 9 km severovzhodno od samega središča Pariza ob severnem obrežju kanala de l'Ourcq.
Občina meji na severu na Drancy, na vzhodu na Bondy, na jugu na Noisy-le-Sec in Romainville, na zahodu na Pantin, na severozahodu pa na La Courneuve.

## Administracija
Bobigny je sedež istoimenskega kantona kot tudi okrožja, v katerega so poleg njegovega vključeni še kantoni Bagnolet, Bondy-Jugovzhod/Severozahod, Le Bourget, Drancy, Les Lilas, Montreuil-Sever/Vzhod/Zahod, Noisy-le-Sec, Pantin-Vzhod/Zahod, Pavillons-sous-Bois, Romainville, Rosny-sous-Bois in Villemomble s 578.376 prebivalci.

## Zgodovina
Ime naselja izhaja od generala rimske vojske Balbiniusa, ki je tod ustanovil kraj, le-ta se je preko imen Balbiniacum in Baubigny razvil v sedanje Bobigny.
V srednjem veku je ozemlje Bobignyja pripadalo livryjski gospodi oziroma opatiji Saint-Denis.

## Zanimivosti
- bolnišnica l'hôpital Avicenne iz leta 1935, namenjena francoskim muslimanom, imenovana po arabskemu filozofu in zdravniku Aviceni.
- muslimansko pokopališče z mošejo,
- stolpnica Tour de l'Illustration.

## Pobratena mesta
- Potsdam (Nemčija),
- Serpuhov (Rusija).